# Robīt
Robīt är en ort i Etiopien.   Den ligger i regionen Amhara, i den centrala delen av landet, 300 km norr om huvudstaden Addis Abeba. Robīt ligger 1 597 meter över havet och antalet invånare är 20 679.
Terrängen runt Robīt är huvudsakligen kuperad, men åt nordost är den platt. Runt Robīt är det ganska tätbefolkat, med 129 invånare per kvadratkilometer. Det finns inga andra samhällen i närheten. Trakten runt Robīt består till största delen av jordbruksmark.